# Du som, förrän min mun dig nämna kunnat
Du som, förrän min mun dig nämna kunnat är en psalm med text skriven av Johan Olof Wallin.
|  |
|  |

## Publicerad i
- 1819 års psalmbok som nr 354 under rubriken "Kristligt sinne och förhållande".[1]